# Revuelta del papel sellado

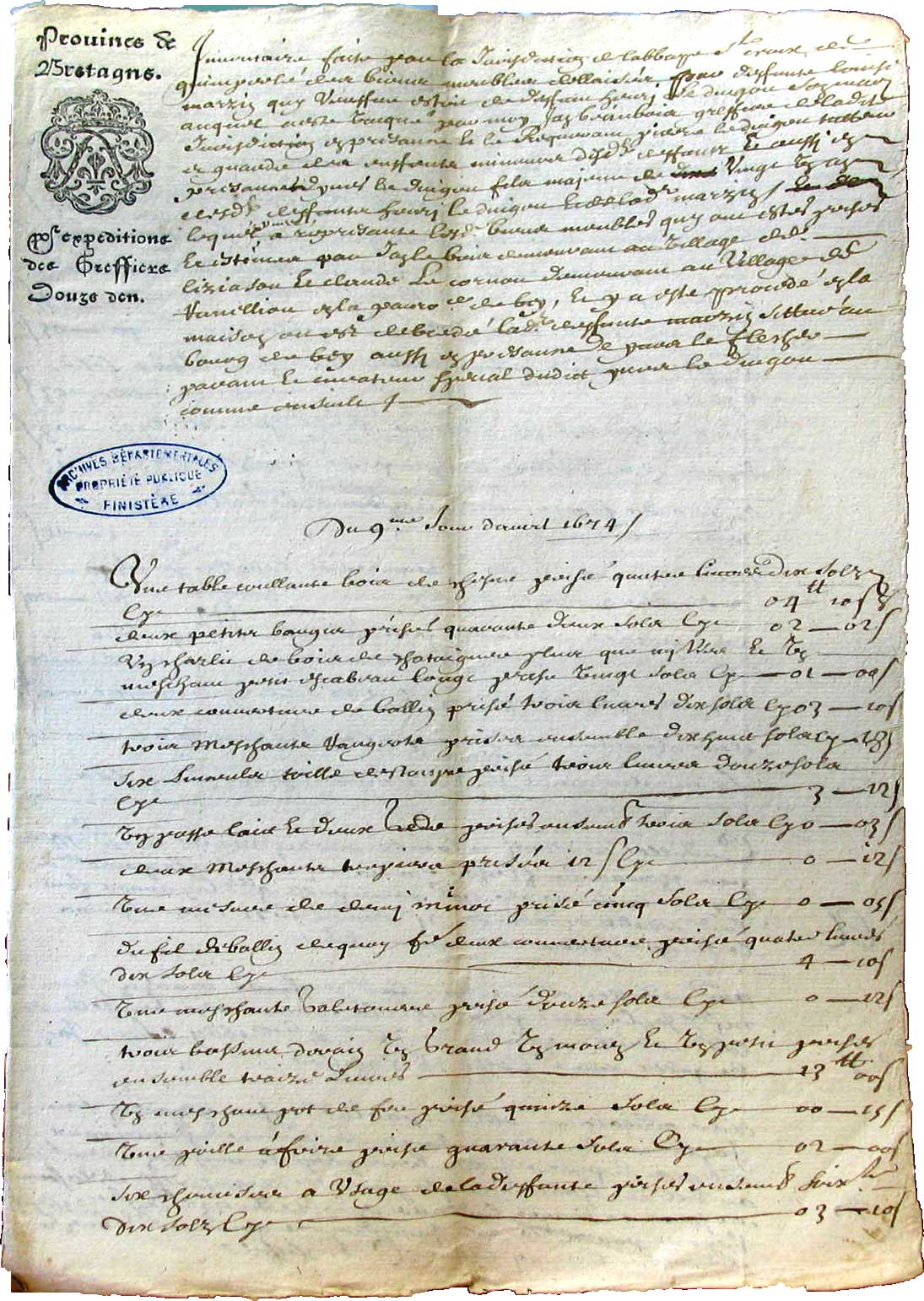
Un ejemplo de uno de los primeros actos producido sobre el papel timbre de Quimperlé (9 de abril de 1674, inventariada luego de décadas en la abadía de Santa Cruz de Quimperlé.

La Rebelión del papel sellado o también rebelión de los bonetes rojos (en francés Révolte du papier timbré o Révolte des Bonnets rouges) fue un levantamiento popular acontecido de abril a septiembre de 1675 en Bretaña, surgido en protesta por la política fiscal del gobierno de Luis XIV de Francia que aumentó las tasas sobre las vajillas de estaño, el tabaco y el papel sellado, de donde toma su nombre, lo que provocó el descontento de los sectores sociales más empobrecidos. 
Afectó principalmente a las ciudades más importantes de la baja Bretaña, en donde derivó en una revuelta contra los privilegios de la nobleza y aristocracia bretona.
Bajo el liderazgo del notario Sebastien Le Balp, artistas y algunos miembros del clero, en algunas áreas fue preconizado el colectivismo de los bienes e incluso de las mujeres, teniendo las fuerzas insurrectas la bandera roja como emblema. La rebelión fue reprimida gracias al envío de tropas desde Nantes, siendo numerosos campesinos condenados a muerte por ahorcamiento o confinados a galeras.

## Contexto

### La guerra de Holanda
Luis XIV declara la guerra a las Provincias Unidas en 1672. Pero contrariamente a la guerra de Devolución, luego de un progreso rápido, el ejército francés es frenado por las inundaciones voluntarias de los holandeses, y la guerra se eterniza.
La flota holandesa amenaza constantemente las costas francesas, principalmente Bretaña, entre abril y mayo de 1673 en Belle-Île y Groix en 1674, bloqueando el comercio bretón.

### La situación en Bretaña
Para financiar la guerra, se imponen nuevos impuestos:
- Sobre el papel de timbre, en abril de 1674, papel obligatorio para todos aquellos actos susceptibles de ser utilizados en la justicia (en los testamentos, contratos de venta y asesoramiento, registros civiles), son los que aumentan los precios de los actos particulares, disminuyendo el número de registro para los profesionales, creando un descontento general.
- El 27 de septiembre de 1674, la venta de tabaco queda reservada al rey.